# Hemiancistrus punctulatus
Hemiancistrus punctulatus är en fiskart som beskrevs av Cardoso och Malabarba, 1999. Hemiancistrus punctulatus ingår i släktet Hemiancistrus och familjen Loricariidae. Inga underarter finns listade i Catalogue of Life.